# SN 2010fu
SN 2010fu – supernowa typu Ia odkryta 16 czerwca 2010 roku w galaktyce A122146+4639. W momencie odkrycia miała maksymalną jasność 22,60m.